# Сант'Андреа ди Аљано (Перуђа)
Сант'Андреа ди Аљано је насеље у Италији у округу Перуђа, региону Умбрија.
Према процени из 2011. у насељу је живело 21 становника. Насеље се налази на надморској висини од 192 м.